# Staphylaea
Genre
Staphylaea  est un genre de mollusques gastéropodes marins de la famille des Cypraeidae (« porcelaines »).

## Liste d'espèces
Selon World Register of Marine Species (23 octobre 2020) :
- Staphylaea limacina (Lamarck, 1810)
- Staphylaea semiplota (Mighels, 1845)
- Staphylaea staphylaea (Linnaeus, 1758)

## Galerie

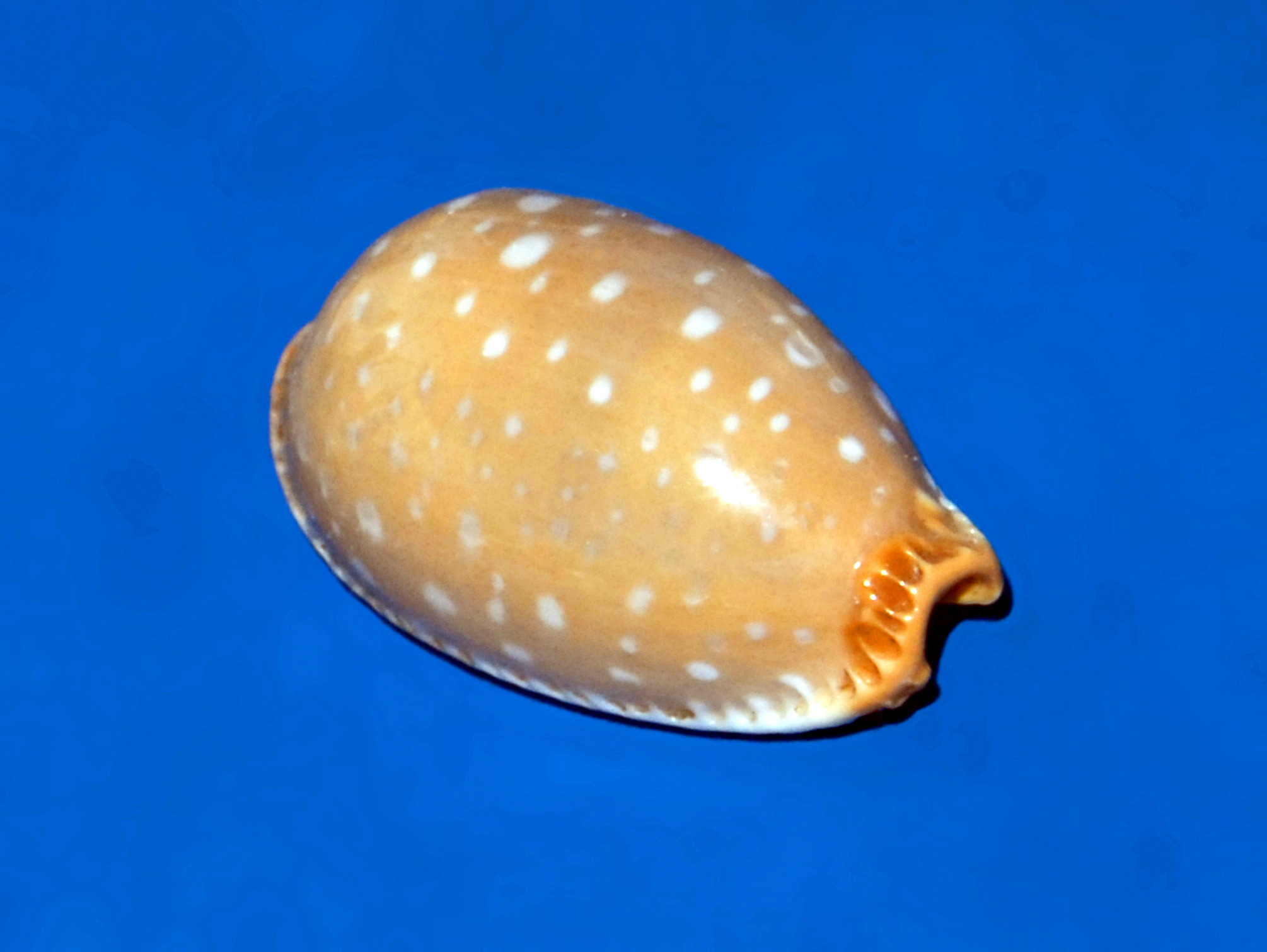
Staphylaea limacina.
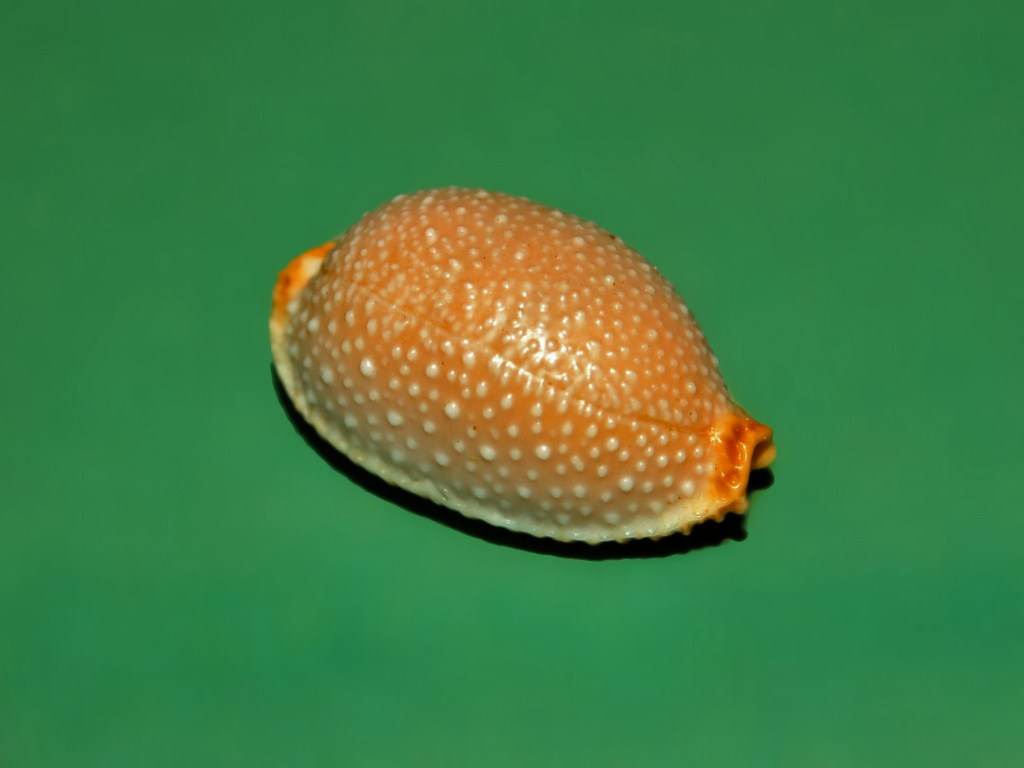
Staphylaea nucleus.
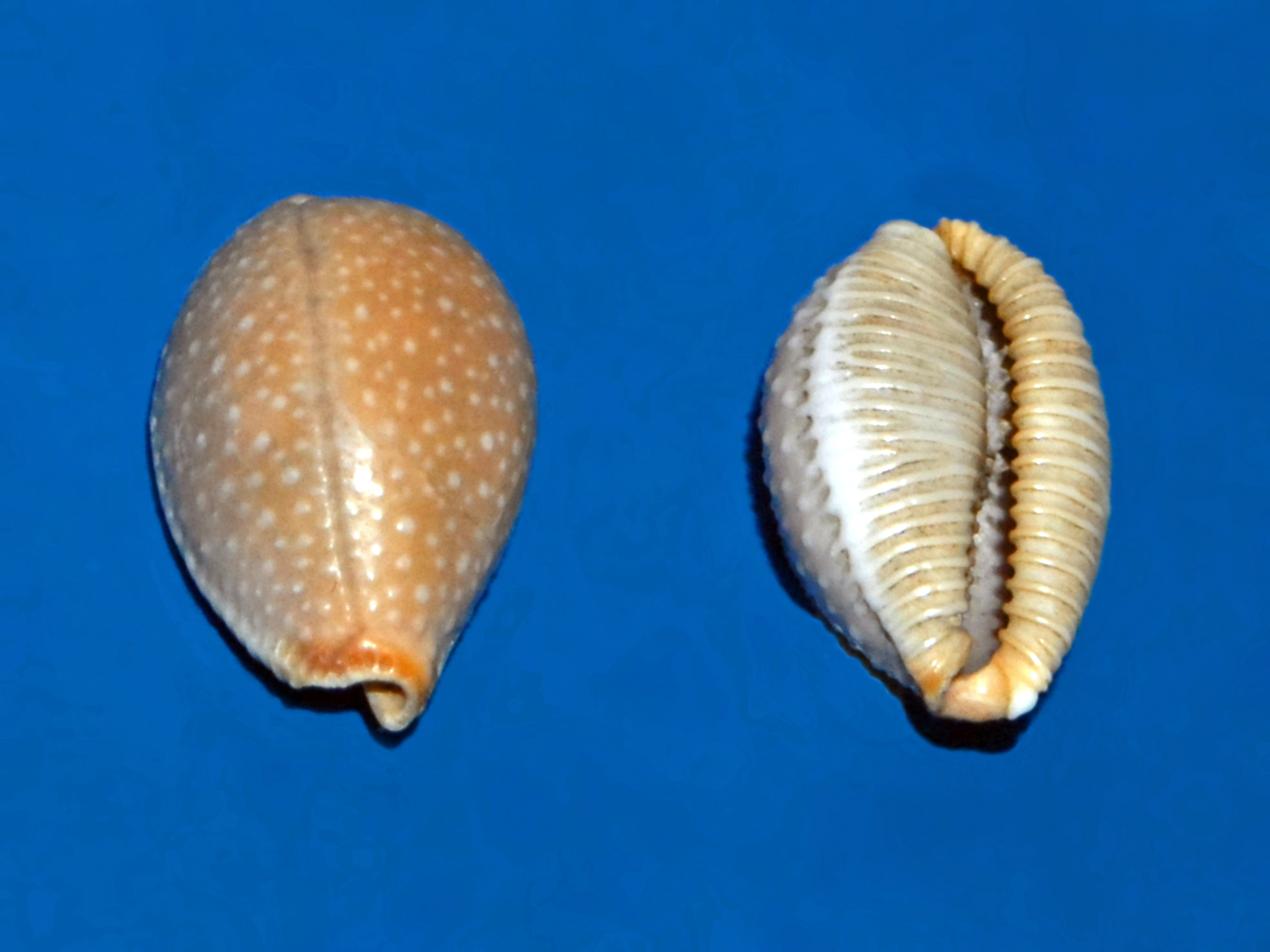
Staphylaea staphylaea.
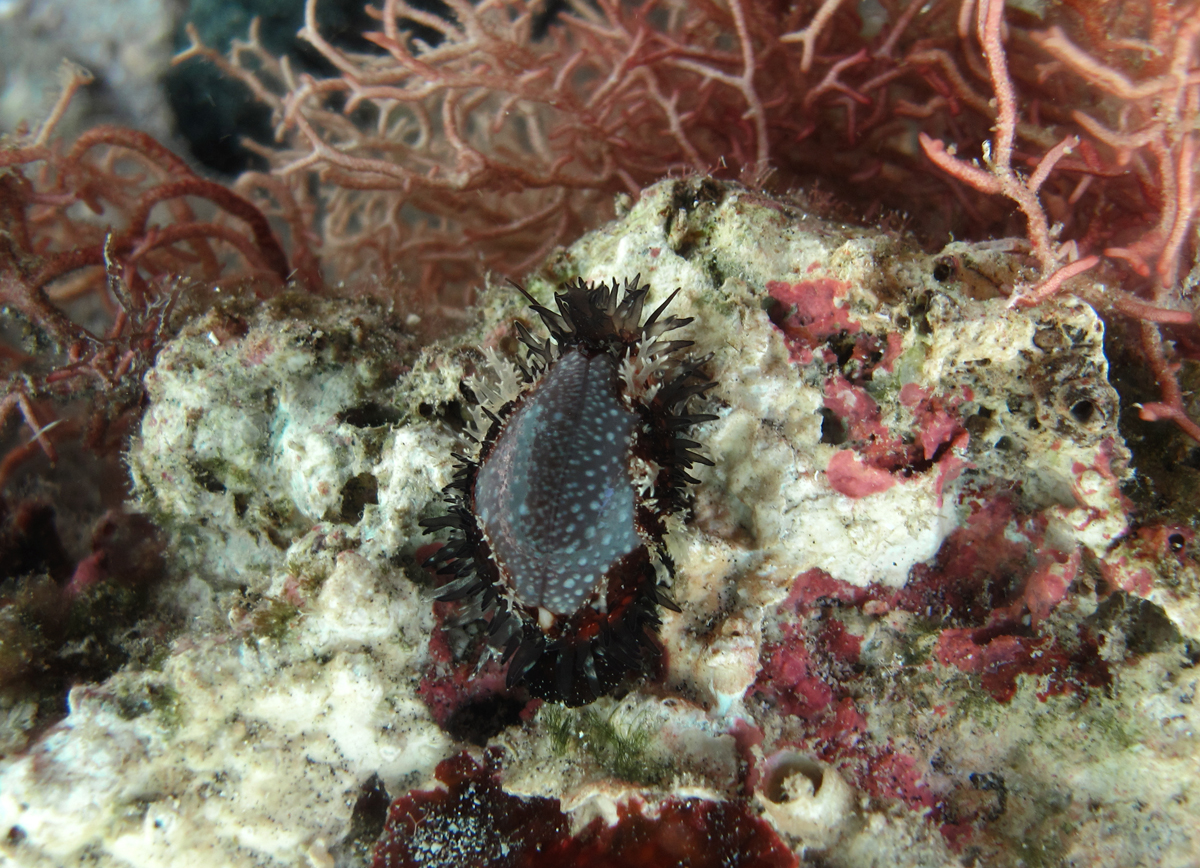
Staphylaea staphylaea laevigata vivant.